# Marblepsis flabellaria
Marblepsis flabellaria is een vlinder uit de familie spinneruilen (Erebidae), onderfamilie donsvlinders (Lymantriinae). De wetenschappelijke naam van deze soort is voor het eerst geldig gepubliceerd in 1787 door Fabricius.
De soort komt voor in tropisch Afrika.